# František Mrňa
František Mrňa (7. března 1928, Kamenná – 5. srpna 1992) byl český geochemik.

## Biografie
František Mrňa se narodil v roce 1928 v Kamenné nedaleko Třebíče, mezi lety 1940 a 1943 navštěvoval obecnou školu v Budišově a mezi lety 1943 a 1946 se učil na zedníka. V roce 1947 byl vážně zraněn elektrickým proudem a 9 měsíců se léčil. V témže roce získal maturitu na gymnáziu pro handicapované studenty. V roce 1948 nastoupil na fakultu chemickou v Brně a následně mezi lety 1950 a 1955 studoval na Leningradské univerzitě v Sovětském svazu. Od roku 1955 pracoval v České geologické službě, mezi roky 1956 a 1957 pracoval jako vládní komisař pro geologii a mezi lety 1956 a 1961 studoval v Jáchymově rudné procesy. V roce 1976 získal titul doktora přírodních věd a mezi roky 1970 a 1978 pracoval jako vedoucí geologické služby. V České geologické službě pracoval až do odchodu do důchodu v roce 1990.
Mnohokrát působil v zahraničí, např. na Kubě mezi lety 1962 a 1964, působil jako specialista UNESCO v Brazzaville mezi lety 1967 a 1970 a mezi lety 1971 a 1972 pracoval v Mali. V letech 1981 – 1986 působil na Konstantinově univerzitě v Alžíru.